# Velika nagrada Singapura 2018.
 Velika nagrada Singapura (Formula 1 2018 Singapore Airlines Singapore Grand Prix) je bila petnaesta utrka prvenstva Formule 1 2018. Trkači vikend vožen je od 14. rujna do 16. rujna na stazi Marina Bay u Singapuru, a pobijedio je Lewis Hamilton u Mercedesu.

## Sudionici utrke
| #  | Vozač             | Momčad                           | Šasija            | Motor                             | Guma |
| -- | ----------------- | -------------------------------- | ----------------- | --------------------------------- | ---- |
| 2  | Stoffel Vandoorne | McLaren F1 Team                  | McLaren MCL33     | Renault R.E.18 V6 t h 1.6         | P    |
| 3  | Daniel Ricciardo  | Aston Martin Red Bull Racing     | Red Bull RB14     | TAG Heuer V6 t h 1.6              | P    |
| 5  | Sebastian Vettel  | Scuderia Ferrari                 | Ferrari SF71H     | Ferrari 062 EVO V6 t h 1.6        | P    |
| 7  | Kimi Räikkönen    | Scuderia Ferrari                 | Ferrari SF71H     | Ferrari 062 EVO V6 t h 1.6        | P    |
| 8  | Romain Grosjean   | Haas F1 Team                     | Haas VF-18        | Ferrari 062 EVO V6 t h 1.6        | P    |
| 9  | Marcus Ericsson   | Alfa Romeo Sauber F1 Team        | Sauber C37        | Ferrari 062 EVO V6 t h 1.6        | P    |
| 10 | Pierre Gasly      | Red Bull Toro Rosso Honda        | Toro Rosso STR13  | Honda RA618H V6 t h 1.6           | P    |
| 11 | Sergio Pérez      | Racing Point Force India F1 Team | Force India VJM11 | Mercedes M09 EQ Power+ V6 t h 1.6 | P    |
| 14 | Fernando Alonso   | McLaren F1 Team                  | McLaren MCL33     | Renault R.E.18 V6 t h 1.6         | P    |
| 16 | Charles Leclerc   | Alfa Romeo Sauber F1 Team        | Sauber C37        | Ferrari 062 EVO V6 t h 1.6        | P    |
| 18 | Lance Stroll      | Williams Martini Racing          | Williams FW41     | Mercedes M09 EQ Power+ V6 t h 1.6 | P    |
| 20 | Kevin Magnussen   | Haas F1 Team                     | Haas VF-18        | Ferrari 062 EVO V6 t h 1.6        | P    |
| 27 | Nico Hülkenberg   | Renault Sport Formula One Team   | Renault R.S.18    | Renault R.E.18 V6 t h 1.6         | P    |
| 28 | Brendon Hartley   | Red Bull Toro Rosso Honda        | Toro Rosso STR13  | Honda RA618H V6 t h 1.6           | P    |
| 31 | Esteban Ocon      | Racing Point Force India F1 Team | Force India VJM11 | Mercedes M09 EQ Power+ V6 t h 1.6 | P    |
| 33 | Max Verstappen    | Aston Martin Red Bull Racing     | Red Bull RB14     | TAG Heuer V6 t h 1.6              | P    |
| 35 | Sergej Sirotkin   | Williams Martini Racing          | Williams FW41     | Mercedes M09 EQ Power+ V6 t h 1.6 | P    |
| 44 | Lewis Hamilton    | Mercedes AMG Petronas Motorsport | Mercedes F1 W09   | Mercedes M09 EQ Power+ V6 t h 1.6 | P    |
| 55 | Carlos Sainz      | Renault Sport Formula One Team   | Renault R.S.18    | Renault R.E.18 V6 t h 1.6         | P    |
| 77 | Valtteri Bottas   | Mercedes AMG Petronas Motorsport | Mercedes F1 W09   | Mercedes M09 EQ Power+ V6 t h 1.6 | P    |

## Izvještaj
Pirelli je za ovu utrku odabrao soft, ultrasoft i hypersoft gume.

## Najbrža vremena treninga
| Trening    | Vozač            | Konstruktor        | Vrijeme  | Gume | Krugovi |
| ---------- | ---------------- | ------------------ | -------- | ---- | ------- |
| 1. trening | Daniel Ricciardo | Red Bull-TAG Heuer | 1:39.711 | HS   | 27      |
| 2. trening | Kimi Räikkönen   | Ferrari            | 1:38.699 | HS   | 35      |
| 3. trening | Sebastian Vettel | Ferrari            | 1:38.054 | HS   | 18      |

## Rezultati kvalifikacija
| Poz. | Br. | Vozač             | Konstruktor          | Kvalifikacijska vremena | Kvalifikacijska vremena | Kvalifikacijska vremena | Grid |
| Poz. | Br. | Vozač             | Konstruktor          | Q1                      | Q2                      | Q3                      | Grid |
| ---- | --- | ----------------- | -------------------- | ----------------------- | ----------------------- | ----------------------- | ---- |
| 1.   | 44  | Lewis Hamilton    | Mercedes             | 1:39.403                | 1:37.344                | 1:36.015                | 1.   |
| 2.   | 33  | Max Verstappen    | Red Bull-TAG Heuer   | 1:38.751                | 1:37.214                | 1:36.334                | 2.   |
| 3.   | 5   | Sebastian Vettel  | Ferrari              | 1:38.218                | 1:37.876                | 1:36.628                | 3.   |
| 4.   | 77  | Valtteri Bottas   | Mercedes             | 1:39.291                | 1:37.254                | 1:36.702                | 4.   |
| 5.   | 7   | Kimi Räikkönen    | Ferrari              | 1:38.534                | 1:37.194                | 1:36.794                | 5.   |
| 6.   | 3   | Daniel Ricciardo  | Red Bull-TAG Heuer   | 1:38.153                | 1:37.406                | 1:36.996                | 6.   |
| 7.   | 11  | Sergio Pérez      | Force India-Mercedes | 1:38.814                | 1:38.342                | 1:37.985                | 7.   |
| 8.   | 8   | Romain Grosjean   | Haas-Ferrari         | 1:38.685                | 1:38.367                | 1:38.320                | 8.   |
| 9.   | 31  | Esteban Ocon      | Force India-Mercedes | 1:38.912                | 1:38.534                | 1:38.365                | 9.   |
| 10.  | 27  | Nico Hülkenberg   | Renault              | 1:38.932                | 1:38.450                | 1:38.588                | 10.  |
|      |     |                   |                      |                         |                         |                         |      |
| 11.  | 14  | Fernando Alonso   | McLaren-Renault      | 1:39.022                | 1:38.641                |                         | 11.  |
| 12.  | 55  | Carlos Sainz      | Renault              | 1:39.103                | 1:38.716                |                         | 12.  |
| 13.  | 16  | Charles Leclerc   | Sauber-Ferrari       | 1:39.206                | 1:38.747                |                         | 13.  |
| 14.  | 9   | Marcus Ericsson   | Sauber-Ferrari       | 1:39.366                | 1:39.453                |                         | 14.  |
| 15.  | 10  | Pierre Gasly      | Toro Rosso-Honda     | 1:39.614                | 1:39.691                |                         | 15.  |
|      |     |                   |                      |                         |                         |                         |      |
| 16.  | 20  | Kevin Magnussen   | Haas-Ferrari         | 1:39.644                |                         |                         | 16.  |
| 17.  | 28  | Brendon Hartley   | Toro Rosso-Honda     | 1:39.809                |                         |                         | 17.  |
| 18.  | 2   | Stoffel Vandoorne | McLaren-Renault      | 1:39.864                |                         |                         | 18.  |
| 19.  | 35  | Sergej Sirotkin   | Williams-Mercedes    | 1:41.263                |                         |                         | 19.  |
| 20.  | 18  | Lance Stroll      | Williams-Mercedes    | 1:41.334                |                         |                         | 20.  |

## Rezultati utrke
| Poz. | Br. | Vozač             | Konstruktor          | Krugovi | Vrijeme / Razlog odustajanja | Grid | Bodovi |
| ---- | --- | ----------------- | -------------------- | ------- | ---------------------------- | ---- | ------ |
| 1.   | 44  | Lewis Hamilton    | Mercedes             | 61      | 1:51:11.611                  | 1.   | 25     |
| 2.   | 33  | Max Verstappen    | Red Bull-TAG Heuer   | 61      | +8.961                       | 2.   | 18     |
| 3.   | 5   | Sebastian Vettel  | Ferrari              | 61      | +39.945                      | 3.   | 15     |
| 4.   | 77  | Valtteri Bottas   | Mercedes             | 61      | +51.930                      | 4.   | 12     |
| 5.   | 7   | Kimi Räikkönen    | Ferrari              | 61      | +53.001                      | 5.   | 10     |
| 6.   | 3   | Daniel Ricciardo  | Red Bull-TAG Heuer   | 61      | +53.982                      | 6.   | 8      |
| 7.   | 14  | Fernando Alonso   | McLaren-Renault      | 61      | +1:43.011                    | 11.  | 6      |
| 8.   | 55  | Carlos Sainz      | Renault              | 60      | +1 krug                      | 12.  | 4      |
| 9.   | 16  | Charles Leclerc   | Sauber-Ferrari       | 60      | +1 krug                      | 13.  | 2      |
| 10.  | 27  | Nico Hülkenberg   | Renault              | 60      | +1 krug                      | 10.  | 1      |
| 11.  | 9   | Marcus Ericsson   | Sauber-Ferrari       | 60      | +1 krug                      | 14.  |        |
| 12.  | 2   | Stoffel Vandoorne | McLaren-Renault      | 60      | +1 krug                      | 18.  |        |
| 13.  | 10  | Pierre Gasly      | Toro Rosso-Honda     | 60      | +1 krug                      | 15.  |        |
| 14.  | 18  | Lance Stroll      | Williams-Mercedes    | 60      | +1 krug                      | 20.  |        |
| 15.  | 8   | Romain Grosjean   | Haas-Ferrari         | 60      | +1 krug1                     | 8.   |        |
| 16.  | 11  | Sergio Pérez      | Force India-Mercedes | 60      | +1 krug                      | 7.   |        |
| 17.  | 28  | Brendon Hartley   | Toro Rosso-Honda     | 60      | +1 krug                      | 17.  |        |
| 18.  | 20  | Kevin Magnussen   | Haas-Ferrari         | 59      | +2 kruga                     | 16.  |        |
| 19.  | 35  | Sergej Sirotkin   | Williams-Mercedes    | 59      | +2 kruga                     | 19.  |        |
| Odu. | 31  | Esteban Ocon      | Force India-Mercedes | 0       | Sudar                        | 9.   |        |

- ^1  – Romain Grosjean je utrku završio na 13 mjestu, ali je dobio 5 sekundi kazne zbog ignoriranja plavih zastava.

| Najbrži krug utrke | Kevin Magnussen 1:41.905                                                                                            |
| Vodstvo u utrci    | Lewis Hamilton (1-14) Max Verstappen (15-17) Kimi Räikkönen (18-21) Daniel Ricciardo (22-26) Lewis Hamilton (27-61) |

## Zanimljivosti

### Vozači
- 69. pobjeda i 79. najbolja startna pozicija za Lewisa Hamiltona.
- 17. postolje za Maxa Verstappena.
- 108. postolje za Sebastiana Vettela.
- Prvi najbrži krug za Kevina Magnussena.

### Konstruktori
- 83. pobjeda i 96. najbolja startna pozicija za Mercedes.

## Poredak nakon 15 od 21 utrke
| Pozicija | Pozicija | Vozač             | Bodovi |
| -------- | -------- | ----------------- | ------ |
| 1.       | 1.       | Lewis Hamilton    | 281    |
| 2.       | 2.       | Sebastian Vettel  | 241    |
| 3.       | 3.       | Kimi Räikkönen    | 174    |
| 4.       | 4.       | Valtteri Bottas   | 171    |
| 5.       | 5.       | Max Verstappen    | 148    |
| 6.       | 6.       | Daniel Ricciardo  | 126    |
| 7.       | 7.       | Nico Hülkenberg   | 53     |
| 8.       | 3        | Fernando Alonso   | 50     |
| 9.       | 1        | Kevin Magnussen   | 49     |
| 10.      | 1        | Sergio Pérez      | 46     |
| 11.      | 1        | Esteban Ocon      | 45     |
| 12.      | 12.      | Carlos Sainz      | 38     |
| 13.      | 13.      | Pierre Gasly      | 28     |
| 14.      | 14.      | Romain Grosjean   | 27     |
| 15.      | 15.      | Charles Leclerc   | 15     |
| 16.      | 16.      | Stoffel Vandoorne | 8      |
| 17.      | 17.      | Lance Stroll      | 6      |
| 18.      | 18.      | Marcus Ericsson   | 6      |
| 19.      | 19.      | Brendon Hartley   | 2      |
| 20.      | 20.      | Sergej Sirotkin   | 1      |

| Poz. | Poz. | Konstruktor          | Bodovi |
| ---- | ---- | -------------------- | ------ |
| 1.   | 1.   | Mercedes             | 452    |
| 2.   | 2.   | Ferrari              | 415    |
| 3.   | 3.   | Red Bull-TAG Heuer   | 274    |
| 4.   | 4.   | Renault              | 91     |
| 5.   | 5.   | Haas-Ferrari         | 76     |
| 6.   | 6.   | McLaren-Renault      | 58     |
| 7.   | 7.   | Force India-Mercedes | 32     |
| 8.   | 8.   | Toro Rosso-Honda     | 30     |
| 9.   | 9.   | Sauber-Ferrari       | 21     |
| 10.  | 10.  | Williams-Mercedes    | 7      |

| Prethodna utrka              | Formula 1 – sezona 2018. | Sljedeća utrka              |
| ---------------------------- | ------------------------ | --------------------------- |
| Velika nagrada Italije 2018. | Formula 1 – sezona 2018. | Velika nagrada Rusije 2018. |

## Vanjske poveznice
- 2018 Singapore Grand Prix StatsF1